# Белорецк
Белорецк (на башкирски: Белорет) е град, административен център на Белорецки район, автономна република Башкирия, Русия. Населението му към 1 януари 2018 година е 65 477 души.